# Rajas
Pour l’article homonyme, voir Rajas (groupe).
Rajas (devanāgarī: रजस्) est un terme sanskrit qui signifie  atmosphère, nuées ; poussière, impuretés, pollen ;  et dans la philosophie du Sāṃkhya : la Passion, deuxième qualité guṇa de la nature, essence active de la force et du désir, principe de mouvement, l'énergie qui meut la nature et jette l'homme dans la passion et la douleur.